# Moračka Bistrica
Moračka Bistrica este un sat din comuna Kolašin, Muntenegru. Conform datelor de la recensământul din 2003, localitatea are 24 de locuitori (la recensământul din 1991 erau 31 de locuitori).

## Demografie
În satul Moračka Bistrica locuiesc 20 de persoane adulte, iar vârsta medie a populației este de 42,7 de ani (41,7 la bărbați și 43,6 la femei). În localitate sunt 6 gospodării, iar numărul mediu de membri în gospodărie este de 4,00.
Populația localității este foarte eterogenă.
|  |

| Demografie | Demografie | Demografie |
| An         | Locuitori  | Locuitori  |
| ---------- | ---------- | ---------- |
|            |            |            |
|            |            |            |
|            |            |            |
|            |            |            |
| 1948       | 77         |            |
| 1953       | 57         |            |
| 1961       | 49         |            |
| 1971       | 46         |            |
| 1981       | 127        |            |
| 1991       | 31         | 31         |
| 2003       | 24         | 24         |

| \| Componența etnică conform recensământului din 2003[2] \| Componența etnică conform recensământului din 2003[2] \| Componența etnică conform recensământului din 2003[2] \| Componența etnică conform recensământului din 2003[2] \| Componența etnică conform recensământului din 2003[2] \| \| ----------------------------------------------------- \| ----------------------------------------------------- \| ----------------------------------------------------- \| ----------------------------------------------------- \| ----------------------------------------------------- \| \| \| \| \| \| \| \| Sârbi \| Sârbi \| \| 10 \| 41,66% \| \| Muntenegreni \| Muntenegreni \| \| 2 \| 8,33% \| \| necunoscută \| necunoscută \| \| 0 \| 0% \| |              |  |    |        |
| Componența etnică conform recensământului din 2003 |              |  |    |        |
| |              |  |    |        |
| Sârbi | Sârbi        |  | 10 | 41,66% |
| Muntenegreni | Muntenegreni |  | 2  | 8,33%  |
| necunoscută | necunoscută  |  | 0  | 0%     |